# Praça Barão de Ladário
Praça Barão de Ladário é uma praça situada no bairro do Centro, na Zona Central do Rio de Janeiro. Com uma área de 2 150 m², integra a Orla Conde, um passeio público que margeia a Baía de Guanabara.
A praça foi inaugurada em 1936, tendo sido reinaugurada em 20 de março de 2017 após ser reurbanizada. A revitalização da praça foi feita no âmbito do Porto Maravilha, uma operação urbana que visa revitalizar a Zona Portuária do Rio de Janeiro.
A praça recebeu seu nome por homenagear José da Costa Azevedo, o Barão de Ladário, que foi o último ministro da Marinha do Segundo Reinado (1840–1889). Barão de Ladário também desempenhou as funções de deputado geral e de senador da República ao longo de sua vida, além de ter sido a única vítima da Proclamação da República do Brasil.

## História

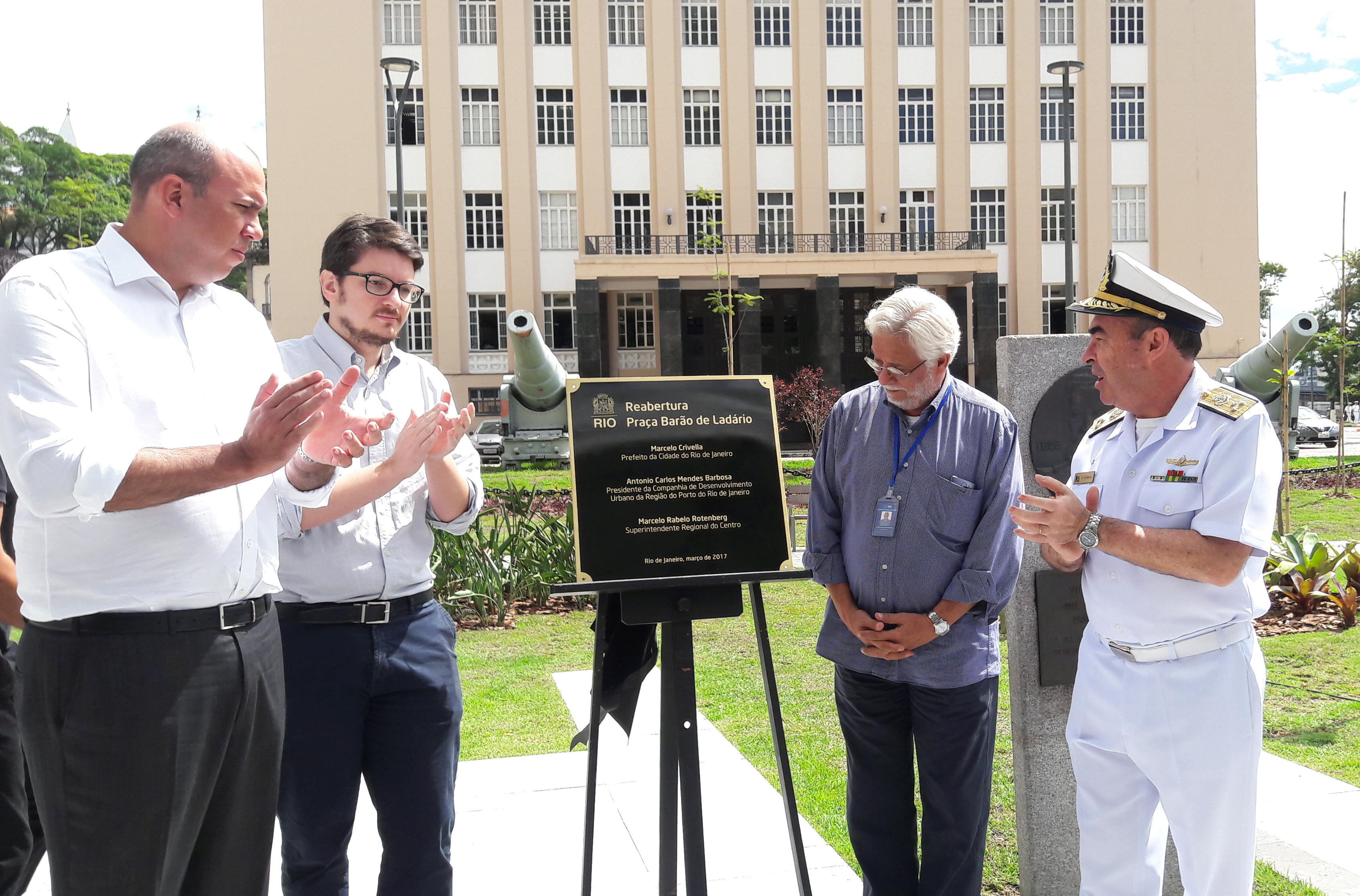
Reinauguração da praça, em 20 de março de 2017.

A praça foi construída em virtude de um projeto que visava a remodelação do litoral da cidade, sob autoria do engenheiro francês Alfred Agache e elaborado entre 1927 e 1930. Segundo o projeto, o atual Edifício Almirante Tamandaré e a praça seriam construídos no local onde ficava o antigo prédio que comportava o gabinete do ministro da Marinha. Em fevereiro de 1936, por meio do Decreto n° 5.894, o logradouro Praça Barão de Ladário foi criado.
Entre 2012 e 2016, a praça abrigou um poço de ataque, de 26 metros de diâmetro e 45 metros de profundidade, que tinha por função auxiliar as obras dos túneis Rio450 e Prefeito Marcello Alencar. Ao fim das obras, em agosto de 2016, a área do poço de ataque foi fechada com uma laje de concreto. A praça foi reinaugurada em 20 de março de 2017, passando a contar com novo urbanismo e mobiliário, seguindo o padrão empregado na Orla Conde.

## Urbanismo
Com a revitalização, a praça passou a ter novas redes de drenagem e de telecomunicações e iluminação pública de LED, em harmonia com o padrão urbanístico da Orla Conde. A área ajardinada ocupa uma área de 1.088,4 m², onde a vegetação é composta por capim, que lembra uma plantação de trigo, além de exemplares de Bromélia Imperial, Orquídea-Bambu e Ipê Amarelo. O piso de mosaico é composto por granito, pedras, paralelepípedos e grama.

## Pontos de interesse
Os seguintes pontos de interesse situam-se nas redondezas da Praça Barão de Ladário:
- Edifício Almirante Tamandaré
- Largo da Candelária